# Kiruna
Kiruna (lap. Giron, fin. Kiiruna) – miasto w północnej Szwecji w regionie Norrbotten, w gminie Kiruna (największe w szwedzkiej części Laponii i najbardziej wysunięte na północ w kraju). Zamieszkane przez 18 148 mieszkańców (2010). Nazwa miasta pochodzi od białej pardwy, nazywanej przez Lapończyków giron. 
Kiruna leży na brzegu jeziora Luossajärvi, u podnóża gór Kiirunavaara i Luossavaara, w których wydrążone są kopalnie rud żelaza powodujących lokalną anomalię magnetyczną. Złoża Kiirunavaary są uważane za jedne z największych na świecie. W nieużywanych już podziemnych chodnikach uprawia się grzyby shiitake. W mieście rozwinął się przemysł maszynowy oraz metalowy
W Kirunie funkcjonuje ośrodek narciarski, w którym kilkakrotnie organizowano zawody Pucharu świata w biegach narciarskich.
W mieście znajduje się drewniany kościół, wzorowany na lapońskim namiocie, wybudowany w 1912. Część malowideł we wnętrzu świątyni zostało stworzonych przez księcia Eugena.
W mieście istnieje również Instytut Geofizyczny, a naukowcy w nim pracujący zajmują się badaniem zorzy polarnych. W pobliżu miasta znajduje się Park Narodowy Abisko.
W Kirunie w latach 1907–1961 i 1984–1993 znajdowała się sieć tramwajowa, która była najbardziej wysuniętą na północ na świecie. Składała się z trzech linii, a tramwaje wjeżdżały do kopalni. Zachował się tam jeden wagon.
W 2004 podjęto decyzję o konieczności przeniesienia centrum miasta na północny wschód, w stronę Loussavaary i jeziora. Przyczyną tego jest subsydencja wynikająca z budowy kopalni. Przenosiny rozpoczęły się w listopadzie 2007 roku, jednak w czerwcu 2010 roku docelowa lokalizacja została zmieniona na okolice Tuolluvaary.
W Kirunie wychowała się pisarka Åsa Larsson, a miasto pojawia się na kartach jej powieści.
W 2003 w Kirunie odbył się ślub Michała Wiśniewskiego z Martą Mandrykiewicz. Wesele odbyło się w Ice Hotel, a chrzest ich dzieci (Fabienne i Xaviera) odbył się w drewnianym kościele w Kirunie.
W 2024, wraz z Lublinem, Kiruna uzyskała tytuł Europejskiej Stolicy Kultury 2029.

## Klimat
Średnia temperatura powietrza w styczniu wynosi -16,0 °C, a w lipcu wynosi +12,8 °C. Zjawisko dnia polarnego ma miejsce w Kirunie od 28 maja do 16 lipca, a nocy polarnej od 11 grudnia do 1 stycznia.

## Transport
Port lotniczy Kiruna, znajdujący się około 9 km od centrum miasta, posiada regularne połączenia lotnicze ze Sztokholmem, Luleå, Östersund i Tromsø. Przez Kirunę przebiega trasa europejska E10 z norweskiego Å do Luleå oraz linia kolejowa Malmsbanan (kolej rudy żelaza) z codziennymi pociągami do Sztokholmu, Göteborga i Narwiku z oddalonej o 300 m od centrum stacji kolejowej.

## Miasta partnerskie
- Narwik, Norwegia
- Archangielsk, Rosja